# Otto Wilhelm von Struve

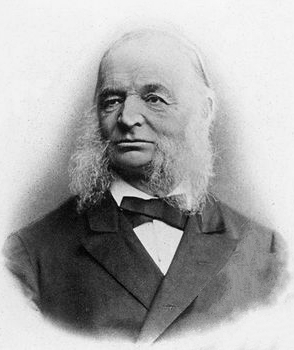
Otto Willhelm Struve portréja

Otto Wilhelm von Struve (Tartu, 1819. május 7. – Karlsruhe, 1905. április 14.) balti német származású orosz csillagász. Oroszul a nevét általában Otto Vasziljevics Struve (Отто Васильевич Струве) alakban adják meg. Apjával, Friedrich Georg Wilhelm von Struvéval együtt Otto Wilhelm von Struvét a 19. század kiemelkedő csillagászának tartják, aki 1862 és 1889 között a Pulkovói Csillagvizsgálót vezette, és az Orosz Tudományos Akadémia vezető tagja volt.

## Életpályája

### Korai évei
Otto Wilhelm von Struve 1819-ben született az akkori Orosz Birodalomban, Dorpatban (Tartu), Friedrich Georg Wilhelm von Struve és Emilie Wall (1796-1834) tizennyolc fia és lánya közül a harmadik fiúként. Egy dorpati gimnáziumban érettségizett 15 évesen, az egyetemi szabályok szerint egy évvel túl fiatalon. Mégis felvették a dorpati császári egyetemre hallgatónak, és 20 éves korára be is fejezte a képzést. Tanulmányai mellett apjának segédkezett a dorpat-i csillagvizsgálóban. 1839-ben végzett az egyetemen, és az újonnan megnyílt Pulkovói Csillagvizsgálóba költözött, ahol azonnal az igazgató (apja) asszisztensévé nevezték ki. Kezdeti megfigyeléseiért 1841-ben a Szentpétervári Egyetem csillagászmesteri fokozatot adományozott neki. 1842-ben Lipcsébe látogatott a napfogyatkozás megfigyelése céljából, 1843-ban pedig megvédte doktori címét. 1843-ban Ottó hivatalosan is orosz alattvalóvá vált. 71 évesen nyugdíjba vonult, és Németországba költözött.

## Tudományos munkája

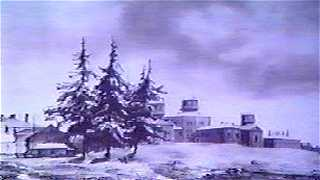
A Pulkovói Obszervatórium 1839-ben

1843 és 1844 folyamán Struve részt vett az Altona, Greenwich és Pulkovo közötti hosszúsági mérésekben, amelyek a kronométerek nagymértékű elmozdulásán alapultak a Föld felszíne felett. Ezt az újonnan kifejlesztett módszert Oroszországban is átvették, és 1844-től a földrajzi hosszúságot nem a Tartui, hanem a Pulkovói Obszervatóriumból kiindulva mérték. Struve 1844 nagy részét a Nap tanulmányozásának szentelte. Levezette a csúcspont koordinátáit és a lineáris sebességét, amely 7,3 km/s volt. Bár ez lényegesen kisebb volt, mint az 1901-ben mért 19,5 km/s-os helyes érték, Struve eredménye helyes volt abban a tekintetben, hogy a Nap sebessége kisebb, mint a csillagoké.
1865-ben felfedezte az NGC 8 kettőscsillagot a Pegazus csillagképben. Ez mindössze 2 nappal azután történt, hogy felfedezte az NGC 9 spirálgalaxist az Andromeda csillagképben. Struve a Cassiopeia csillagképet is felfedezte, ahol kettőscsillagokat talált. Ezeket a görög ábécében a kezdőbetűivel jelölte, az első katalógusában OΣ, a függelékében pedig OΣΣ.
Struve több irányban is folytatta apja munkáját. Főleg a híres Pulkovo-csillagkatalógusokat állították össze, amelyekben több ezer, 15 hüvelykes refraktorral megfigyelt kettőscsillagot tartalmaznak. Az obszervatórium 1816 és 1852 között elvégezte a szögív híres felmérési háromszögelési méréseit Struve Geodéziai ívnek nevezték el). A mérések több mint 2820 km-en keresztül, a norvégiai Hammerfesttől a Fekete-tenger melletti Sztaraj Nekrasovka faluba terjedtek, és a Föld pontos méretének és alakjának megállapítását célozták.
1851-ben egy napfogyatkozás megfigyelése során arra a következtetésre jutott, hogy a napkorona és a protuberanciák fizikailag kapcsolódnak a Naphoz, és nem csupán optikai hatás, ahogy azt a legtöbb csillagász akkoriban hitte. Később, 1860-ban szoros kapcsolatot feltételezett a nap protuberanciái és a napkitörések között. 1851-ben Struve megfigyelte az Uránusz (Ariel és Umbriel) és a Neptunusz műholdjait is. Megmérte a Szaturnusz gyűrűit is, és felfedezte (más kutatókkal párhuzamosan) a Szaturnusz sötét belső gyűrűjét. 1861-ben a Tudományos Akadémiának írt jelentésében támogatta és továbbfejlesztette William Herschel elképzeléseit, miszerint a csillagok a diffúz anyagból keletkeznek. 1872-ben Struve megszervezte a felszereléssel való segítségnyújtást az újonnan megnyitott taskenti csillagvizsgálóba - egy déli helyszínre, amely tiszta égboltot kínált a megfigyelésekhez. 1874-ben több expedíciót készített elő a Vénusz napkorongon való átvonulásának megfigyelésére Kelet-Ázsiában, a Kaukázusban, Perzsiában és Egyiptomban. 1887-ben több csoportot küldött Oroszországon belül a napfogyatkozás megfigyelésére. Néhány ilyen expedícióban személyesen is részt vett. 1885-ben Pulkovóban egy 30 hüvelykes fénytörő távcsövet állítottak fel, amely akkoriban a világ legnagyobb távcsöve volt (nagy refraktor).
A 768 Struveana nevű aszteroidát neki szentelték, Friedrich Georg Wilhelm Struve-val és Hermann Struve-val együtt.